# クリアネット (ネットワーキング)
クリアネット (Clearnet) は、通常暗号化されていない、または非ダークネット、非Torインターネットを指す用語。

## 使用法
この従来のWorld Wide Webは比較的低レベルの匿名性があり、大半のウェブサイトは日常的にIPアドレスでユーザーを識別する。
この用語はダークネット全体がディープウェブ(深層Web)の一部であった歴史的な重複により非従来の検索エンジンがインデックス可能な「表層Web」の同義語として使われてきている。